# Крутилов
Крутилов (укр. Крутилів) — село в Гримайловской поселковой общине Чортковского района Тернопольской области Украины.
До 2020 года входило в Гусятинский район.
Код КОАТУУ — 6121681803. Население по переписи 2001 года составляло 45 человек.

## Географическое положение
Село Крутилов находится на правом берегу реки Збруч, выше по течению на расстоянии в 4,5 км расположено село Калагаровка, на противоположном берегу — село Крынцилов. Южнее села находятся Збручский культовый центр с городищами Бохит, Говда, Звенигород.
Село окружено большим лесным массивом (граб).

## История
- 1750 год — дата основания как село Крынцилов.
- В 1951 году переименовано в село Крутилов.